# MoEDAL

Схема БАК. MoEDAL размещается там же, где и LHCb (справа внизу на схеме)

MoEDAL (Monopole and Exotics Detector At the LHC) — седьмая экспериментальная установка на Большом адронном коллайдере в CERN. Она находится на точке 8 LHC в той же каверне, что и LHCb, и предназначена для поиска события рождения массивных стабильных (или псевдостабильных) частиц (таких, как магнитные монополи или дионы), рождающихся при столкновениях пучков в БАКе.
В ноябре 2013 года были опубликованы первые результаты MoEDAL, полученными после магнитного анализа металлических стержней. При изучении всех образцов сигнала от магнитных монополей не было обнаружено. Результаты позволяют исключить присутствие в образцах пойманных монополей с магнитным зарядом больше 0,4 от дираковского заряда — стандартной единицы измерения магнитного заряда монополя.
Новый детектор Большого адронного коллайдера MoEDAL был установлен в 2015 г.  и произвёл поиск магнитных монополей при энергии столкновений 13 ТэВ. Никаких следов магнитных монополей с массой вплоть до 6 ТэВ и магнитным зарядом вплоть до 5 дираковских единиц обнаружено не было, вопрос их существования остался открытым.
В  апреле 2021 года группа MoEDAL выпустила данные эксперимента по поиску монополей на основе механизма Швингера. В эксперименте не было обнаружено монополей, однако он позволил исключить существование монополей Швингера с массами до 75 ГэВ/с2.
Летом 2021 года установила новый детектор на Большой адронный коллайдер, MoEDAL Apparatus for Penetrating Particles (MAPP). Детектор способен искать микрозаряженные и долгоживущие частицы.